# Benjamin Imeh
Benjamin Imeh (* 20. Juli 1982 in Lagos, Nigeria) ist ein ehemaliger nigerianischer Fußballspieler.

## Verein
Benjamin Imeh war ein Eigengewächs des nigerianischen Klubs FC Enyimba. Hier spielte er bis zum Sommer 2004 und wurde dann vom polnischen Klub Polonia Warschau verpflichtet. Dort erzielte er in 22 Erstligaspielen vier Tore für die Hauptstädter. Im Jahr 2005 wechselte er zum Ligakonkurrenten Arka Gdynia. Er brachte es auf lediglich sieben Einsätze in der Ekstraklasa und kein einziges Tor. Noch im selben Jahr wurde er an Zawisza Bydgoszcz in die 2. Liga verkauft. Hier spielte er zwar regelmäßig, erzielt aber in zwei Saisons nur insgesamt fünf Tore. Im Jahr 2007 wechselte er zu Śląsk Wrocław, die zu diesem Zeitpunkt ebenfalls in der 2. Liga spielten. Von 2008 bis 2009 spielte er beim Zweitligisten Tur Turek, dort sah er in einem Ligaspiel Anfang März 2009 gegen Odra Opole vom Schiedsrichter kurioser weise zweimal die Rote Karte. Im Jahr 2009 unterschrieb er einen Vertrag bei Dolcan Ząbki, dort kam Imeh in der Saison 2009/10 zum Einsatz, spielte 24 Partien wo ihm allerdings nur Zwei Tore gelangen. Während der Winterpause in Polen 2010/11 wechselte Imeh Ablösefrei zum Ligakonkurrenten Zawisza Bydgoszcz, wo er bereits zwischen 2005 und 2007 gespielt hatte. Er debütierte für das Team aus Bydgoszcz gegen Zagłębie Sosnowiec am 18. Spieltag. Aber erst im sechsten Spiel für Bydgoszcz traf der gelernte Stürmer im Spiel gegen Raków Częstochowa für seine neue Mannschaft in der neunzigsten Minute zum 2:2-Ausgleich. Am Ende der Saison stieg er mit Zawisza Bydgoszcz in die 1. Liga auf. Anschließend spielte er noch bei Lechia Zielona Góra sowie ŁKS Łęknica und beendete dann im Dezember 2013 seine aktive Karriere.